# Europameisterschaften 2017
Als Europameisterschaft 2017 oder EM 2017 bezeichnet man folgende Europameisterschaften, die im Jahr 2017 stattgefunden haben:
- American-Football-Europameisterschaft der Junioren 2017 in Paris (Frankreich)
- Artistique-Europameisterschaft 2017
- Badminton-Mannschaftseuropameisterschaft 2017
- Basketball
  - Basketball-Europameisterschaft 2017
  - Basketball-Europameisterschaft der Damen 2017
- Beachvolleyball-Europameisterschaft 2017
- Biathlon-Europameisterschaften 2017
- Billard
  - Karambolage
    - Karambolage-Europameisterschaften 2017 in Brandenburg an der Havel (Deutschland)
    - Dreiband-Europameisterschaft 2017 in Brandenburg an der Havel (Deutschland)

  - Poolbillard
    - Poolbillard-Europameisterschaft 2017 in Albufeira (Portugal)
    - Poolbillard-Jugendeuropameisterschaft 2017 in Heeze-Leende (Niederlande)

  - Snooker
    - EBSA-Snookereuropameisterschaft 2017 in Nikosia (Zypern)
    - EBSA U18-Snookereuropameisterschaft 2017 in Nikosia (Zypern)
    - EBSA U21-Snookereuropameisterschaft 2017 in Nikosia (Zypern)
- Bob- und Skeleton-Europameisterschaften 2017
- Halleneuropameisterschaften im Bogenschießen 2017
- Boxeuropameisterschaften 2017
- Crosslauf-Europameisterschaften 2017
- Eiskunstlauf-Europameisterschaften 2017
- Eisschnelllauf-Mehrkampfeuropameisterschaft 2017 in Zakopane (Polen)
- Fechteuropameisterschaften 2017
- Feldhockey
  - Feldhockey-Europameisterschaft der Herren 2017
  - Feldhockey-Europameisterschaft der Damen 2017
- Fußball
  - Fußball-Europameisterschaft der Frauen 2017 in den Niederlanden
  - U-17-Fußball-Europameisterschaft 2017 in Kroatien
  - U-17-Fußball-Europameisterschaft der Frauen 2017 in Tschechien
  - U-19-Fußball-Europameisterschaft 2017 in Georgien
  - U-19-Fußball-Europameisterschaft der Frauen 2017 in Nordirland
  - U-21-Fußball-Europameisterschaft 2017 in Polen
- Europameisterschaften im Gewichtheben 2017
- Inline-Alpin-Junioreneuropameisterschaft 2017
- Inline-Speedskating-Europameisterschaften 2017
- Kanurennsport-Europameisterschaften 2017
- Karate-Europameisterschaft 2017
- Leichtathletik
  - Leichtathletik-Team-Europameisterschaft 2017
  - Leichtathletik-Halleneuropameisterschaften 2017 in Belgrad (Serbien)
  - Leichtathletik-U23-Europameisterschaften 2017 in Bydgoszcz (Polen)
- Poolbillard-Europameisterschaft 2017
- Rennrodel-Europameisterschaften 2017
- Ringer-Europameisterschaften 2017
- Ruder-Europameisterschaften 2017
- Europameisterschaften der Rhythmischen Sportgymnastik 2017
- Schieß-Europameisterschaften 2017
- Snooker-Europameisterschaft 2017
- Squash-Europameisterschaft 2017
- Squash-Mannschaftseuropameisterschaft 2017
- Tischtennis-Europameisterschaft 2017
- Turn-Europameisterschaften 2017
- UEC-Bahn-Europameisterschaften 2017
- Volleyball
  - Volleyball-Europameisterschaft der Männer 2017 in Polen
  - Volleyball-Europameisterschaft der Frauen 2017 in Aserbaidschan und Georgien